# District de Guarda
Le district de Guarda est un district du Portugal.
Sa superficie est de 5 540,02 km2, ce qui en fait le 7e du pays pour ce qui est de la superficie. Sa population est de 176 085 habitants (2004).
Sa capitale est la ville éponyme de Guarda.

## Composition du district
Le district de Guarda comprend 14 municipalités :
| Nom du district             | Superficie km² | Population (2004) | Densité hab./km² |
| --------------------------- | -------------- | ----------------- | ---------------- |
| Aguiar da Beira             | +0203,68       | +006 270,         | +0030,78         |
| Almeida                     | +0520,55       | +007 784,         | +0014,95         |
| Celorico da Beira           | +0249,93       | +008 752,         | +0035,02         |
| Figueira de Castelo Rodrigo | +0508,57       | +006 884,         | +0013,54         |
| Fornos de Algodres          | +0133,23       | +005 434,         | +0040,79         |
| Gouveia                     | +0302,49       | +015 792,         | +0052,21         |
| Guarda                      | +0717,88       | +044 149,         | +0061,5          |
| Manteigas                   | +0108,59       | +003 900,         | +0035,91         |
| Mêda                        | +0285,91       | +006 000,         | +0020,99         |
| Pinhel                      | +0486,15       | +010 436,         | +0021,47         |
| Sabugal                     | +0826,7        | +014 222,         | +0017,2          |
| Seia                        | +0435,92       | +027 574,         | +0063,25         |
| Trancoso                    | +0364,54       | +010 639,         | +0029,18         |
| Vila Nova de Foz Côa        | +0395,88       | +008 249,         | +0020,84         |
| ~ Ensemble ~                | +5 540,02      | +176 085,         | +0031,78         |

## Région et sous-régions statistiques
En matière statistique, les 14 municipalités du district sont rattachées aux subdivisions suivantes :
- région Nord :
  - sous-région du Douro : Vila Nova de Foz Côa
- région Centre :
  - sous-région de la Beira intérieure Nord : Almeida, Celorico da Beira, Figueira de Castelo Rodrigo, Guarda, Manteigas, Mêda, Pinhel, Sabugal, Trancoso
  - sous-région du Dão-Lafões : Aguiar da Beira
  - sous-région de la Serra da Estrela : Fornos de Algodres, Gouveia, Seia